# Parum saturata
Parum saturata är en fjärilsart som beskrevs av Clayton Dissinger Mell 1922. Parum saturata ingår i släktet Parum och familjen svärmare. Inga underarter finns listade i Catalogue of Life.